# Беляев, Дмитрий Васильевич (художник)
Дмитрий Васильевич Беляев  (18 ноября 1921, село Бортное, Рязанская губерния, РСФСР — 25 сентября 2007, Санкт-Петербург, Российская Федерация) — советский живописец, Заслуженный художник Российской Федерации, член Санкт-Петербургского Союза художников (до 1992 года — Ленинградской организации Союза художников РСФСР).

## Биография
Родился 18 ноября 1921 года в селе Бортное Рыбновского района Рязанской губернии в 18 километрах от Рязани. В 1929 году после смерти матери семья (отец с детьми) переезжает в Москву. Увлечение рисованием приводит будущего художника сначала в студию московского Дома пионеров и школьников Бауманского района, затем в Художественное училище памяти 1905 года.
С последнего курса призван в Красную Армию. Участник Великой Отечественной войны, участвовал в боях на Юго-Западном и 2-м Украинском фронтах, был командиром отделения танковой части. Имеет ранения, отмечен боевыми наградами, в том числе орденами Красной Звезды, Отечественной войны первой степени, медалями «За победу над Германией» и другими.
В 1946 году поступил на живописное отделение Ленинградского института живописи, скульптуры и архитектуры. Занимался у Иосифа Серебряного, Семёна Абугова, Генриха Павловского, Александра Зайцева. В 1952 году окончил институт по мастерской Бориса Иогансона с присвоением звания художника живописи. Дипломная работа — картина «За мир!» в настоящее время находится в Научно-исследовательском музее Академии художеств в Санкт-Петербурге. В том же 1952 году женился на выпускнице ленинградского Педагогического института имени А. И. Герцена Ирине Павловне Курятниковой.
В 1952 году принят в члены Ленинградского Союза советских художников. Постоянный участник выставок ленинградских художников с 1953 года. Талантливый колорист. Писал жанровые и исторические картины, пейзажи, портреты, натюрморты. В 1960—1980 годы много работал в Доме творчества художников в Старой Ладоге. Среди написанных там работ «Ветер с Ладоги» (1961), «Улочка в Новой Ладоге» (1965), «Село Чернавино» (1968), «Село Извоз на Волхове» (1968), «Тёмный Волхов» (1974), «Мика у крыльца» (1979), «Староладожский монастырский двор» (1978), «Старая Ладога» (1988) и другие. Персональная выставка в Ленинграде в 1988 году в залах Ленинградской организации Союза художников РСФСР.
В 1998 году был удостоен почётного звания Заслуженный художник Российской Федерации. В 2004 году Дмитрий Беляев стал лауреатом премии правительства Санкт-Петербурга в области литературы, искусства и архитектуры за цикл работ последних лет. Лауреат Государственной премии имени И. Е. Репина за 2005 год. Действительный член Петровской Академии наук и искусств.

Могила Беляева на Серафимовском кладбище Санкт-Петербурга.

Скончался 25 сентября 2007 года в Санкт-Петербурге на 86-м году жизни. Похоронен на Серафимовском кладбище.
Произведения Д. В. Беляева находятся в Государственном Русском музее в Петербурге, в музеях и частных собраниях в России, Финляндии, КНР, Японии, Великобритании, Франции и других странах.
В 2011 году с 30 марта по 30 мая в Мраморном дворце Русского музея проходила ретроспективная выставка Д. В. Беляева, организованная при участии галереи Санкт-Петербургского Союза художников «Голубая Гостиная».

## Выставки
- 1960 год (Ленинград): Выставка произведений ленинградских художников 1960 года.
- 1960 год (Ленинград): Выставка произведений ленинградских художников.
- 1961 год (Ленинград): Выставка произведений ленинградских художников 1961 года.
- 1964 год (Ленинград): Ленинград. Зональная выставка.
- 1967 год (Москва): Советская Россия. Третья Республиканская художественная выставка.
- 1975 год (Ленинград): Наш современник. Зональная выставка произведений ленинградских художников.
- 1975 год (Москва): Советская Россия. Пятая республиканская выставка.
- 1980 год (Ленинград): Зональная выставка произведений ленинградских художников.
- 1987 год (Ленинград): Выставка произведений художников - ветеранов Великой Отечественной войны.
- 1993 год (Петербург): Выставка произведений художников - участников Великой Отечественной войны Санкт-Петербургского Союза художников России.
- 1995 год (Петербург): 50-летию Великой Победы посвящается. Выставка произведений петербургских художников.
- 1998 год (Петербург): Выставка произведений художников - ветеранов Великой Отечественной войны.
- 2000 год (Петербург): Выставка, посвящённая 55-летию победы в Великой Отечественной войне.